# Червоний провулок (Житомир)
Червоний провулок — провулок у Богунському районі міста Житомира. 
.

## Розташування
Розташований в районі Кокоричанки. Розпочинається провулок від вулиці Перемоги, на Каракулях. Прямує на захід і закінчується кутком поряд з майданом Зарембського у мікрорайоні Хмільники. 
Перетинається з провулком Безименського, вулицею Котляревського, 1-м Винокурним провулком. Від Червоного провулку бере початок 2-й Винокурний провулок.
Протяжність провулка — 900 м. Ширина провулка не перевищує 6 м в межах основної траси провулка, у найвужчих ділянках складає лише 3,50 м. Поряд з багатоповерхівками проведено роботи з розширення проїзджої частини до 9 м. Проїзджа частина заасфальтована. Електроосвітлення провулку наявне.
Забудова переважно садибна житлова. Наявні декілька багатоповерхівок.

## Історія
Початок провулка та його забудова сформувалися ще до початку XX ст. Історична назва — провулок Короля — пояснюється тим, що провулок вів до садиби родини Королів. Голова родини — Олександр Король — почесний громадянин Житомира та потомственний будівничий. Саме він проводив роботи із встановлення у 1874 році хреста над дзвіницею та куполами Спасо-Преображенського собору. Родина Королів і наразі проживає у Червоному провулку.
До середини XX ст. провулок був значно коротшим і доходив лише до Кокоричанського провулка (пізніше — Старопоштовий, а наразі вулиця Котляревського). Як бачимо на мапах часів німецької окупації, провулок все ще підписаний Königsgasse, тобто провулок Короля, хоча невдовзі після встановлення радянської влади провулок перейменовано на провулок Червоний. Місцевим населенням, передусім старожилами, досі вживається стара назва провулка, тобто провулок Короля(-ів).
Ділянка від вулиці Котляревського формувалася та забудовувалася житловими будинками уже після Другої світової війни.
Наприкінці Червоного провулка, на Суриній горі, уже декілька сторіч розташовується садиба шляхетського роду Суриних. Будинок збережений досі, проте майже втратив первісний вигляд. На території домоволодіння дотепер збережена скульптура Діви Марії, що створена у XVIII сторіччі та являє собою найдавнішу пам'ятку монументального мистецтва Житомира.
На початку 2000-х років наприкінці провулка будують 10-11 поверхові багатоквартирні житлові будинки та впорядковують прилеглу територію.